# Opus Eponymous
Opus Eponymous är den svenska metalgruppen Ghosts debutalbum. Det släpptes 18 oktober 2010 i Europa, den 18 januari i Nordamerika och den 6 april i Japan. Den japanska utgåvan innehåller ett bonusspår som är en cover på The Beatles "Here Comes the Sun". 

## Låtlista
1. "Deus Culpa"
2. "Con Clavi Con Dio"
3. "Ritual"
4. "Elizabeth"
5. "Stand by Him"
6. "Satan Prayer"
7. "Death Knell"
8. "Prime Mover"
9. "Genesis"
10. "Here Comes the Sun" (The Beatles cover, endast japanska utgåvan)